# Gail Emms
Gail Emms, född 23 juli 1977, är en brittisk badmintonspelare som tog silver i badmintondubbel tillsammans med Nathan Robertson vid olympiska sommarspelen 2004 i Aten.

## Olympiska meriter

### Olympiska sommarspelen 2008
| Namn                        | Gren          | 32-delsfinal | 16-delsfinal | 8-delsfinal                          | Kvartsfinal                  | Semifinal        | Final            | Final            |
| Namn                        | Gren          | Resultat     | Resultat     | Resultat                             | Resultat                     | Resultat         | Resultat         | Plats            |
| --------------------------- | ------------- | ------------ | ------------ | ------------------------------------ | ---------------------------- | ---------------- | ---------------- | ---------------- |
| Gail Emms, Donna Kellogg    | Dubbel, damer | N/A          | N/A          | Chien, Cheng (TPE) L 19–21 13–21     | Gick inte vidare             | Gick inte vidare | Gick inte vidare | Gick inte vidare |
| Gail Emms, Nathan Robertson | Mixed         | N/A          | N/A          | Zheng, Gao (CHN) W 21–16 16–21 21–19 | Lee, Lee (KOR) L 19–21 12–21 | Gick inte vidare | Gick inte vidare | Gick inte vidare |